# Гринбрајер (Тенеси)
Гринбрајер (енгл. Greenbrier) град је у америчкој савезној држави Тенеси.

## Демографија
По попису из 2010. године број становника је 6.433, што је 1.493 (30,2%) становника више него 2000. године.
| Група             | 2000.         | 2010.         |
| Белци             | 4.783 (96,8%) | 6.072 (94,4%) |
| Афроамериканци    | 33 (0,7%)     | 56 (0,9%)     |
| Азијати           | 19 (0,4%)     | 36 (0,6%)     |
| Хиспаноамериканци | 63 (1,3%)     | 170 (2,6%)    |
| Укупно            | 4.940         | 6.433         |